# Turnera venezuelana
Turnera venezuelana är en passionsblomsväxtart som beskrevs av Arbo. Turnera venezuelana ingår i släktet Turnera och familjen passionsblomsväxter. Inga underarter finns listade i Catalogue of Life.